# Liptowska Przełączka
Liptowska Przełączka (słow. Liptovská štrbina, ok. 2245 m n.p.m.) – przełęcz położona w bocznej południowej grani Ostrej w słowackich Tatrach Wysokich. Znajduje się między wierzchołkiem Ostrej, położonym w głównej grani odnogi Krywania, a Zadnią Liptowską Turnią – najbliższą z trzech Liptowskich Turni. Nazywana jest także Liptowską Szczerbiną.
Przełęcz jest ostra i dość głęboko wcięta. Stanowi północne ograniczenie Liptowskiego Grzbietu (Liptovský chrbát), który z kolei jest północnym fragmentem Koziego Grzbietu (Kozí chrbát). Liptowski Grzbiet kończy się na sąsiedniej Wyżniej Liptowskiej Przehybie, natomiast Kozi Grzbiet – na Ostrej Przełączce. Obie te nazwy do niedawna nie były używane w języku polskim.
Według przewodnika Tatry Wysokie Witolda Henryka Paryskiego Liptowska Przełączka znajduje się mniej więcej w połowie dystansu między Ostrą a Liptowską Turnią. W związku z niejednoznacznością określenia Liptowska Turnia i rzeczywistymi odległościami w tym rejonie można tutaj jako Liptowską Turnię rozumieć Pośrednią Liptowską Turnię (Kozí hrb, 2272 m) – Zadnia Liptowska Turnia położona jest bowiem tuż ponad Liptowską Przełączką.
Pierwszego wejścia na przełęcz dokonał zimą podczas przejścia granią Alfred Martin 19 marca 1906 r.